# Steintor-Vorstadt

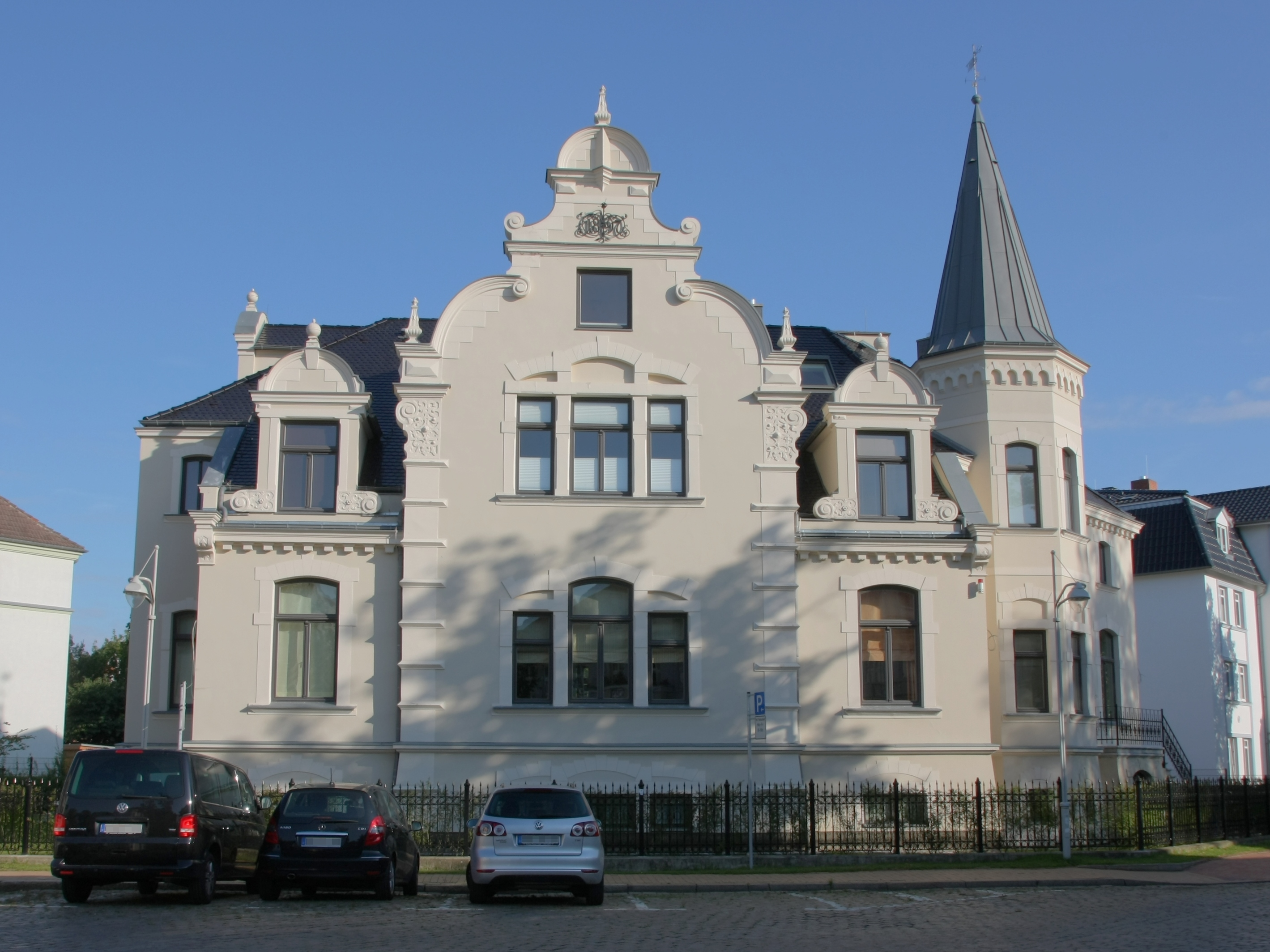
Eine von vielen Villen in der Steintor-Vorstadt, Stephanstraße 6

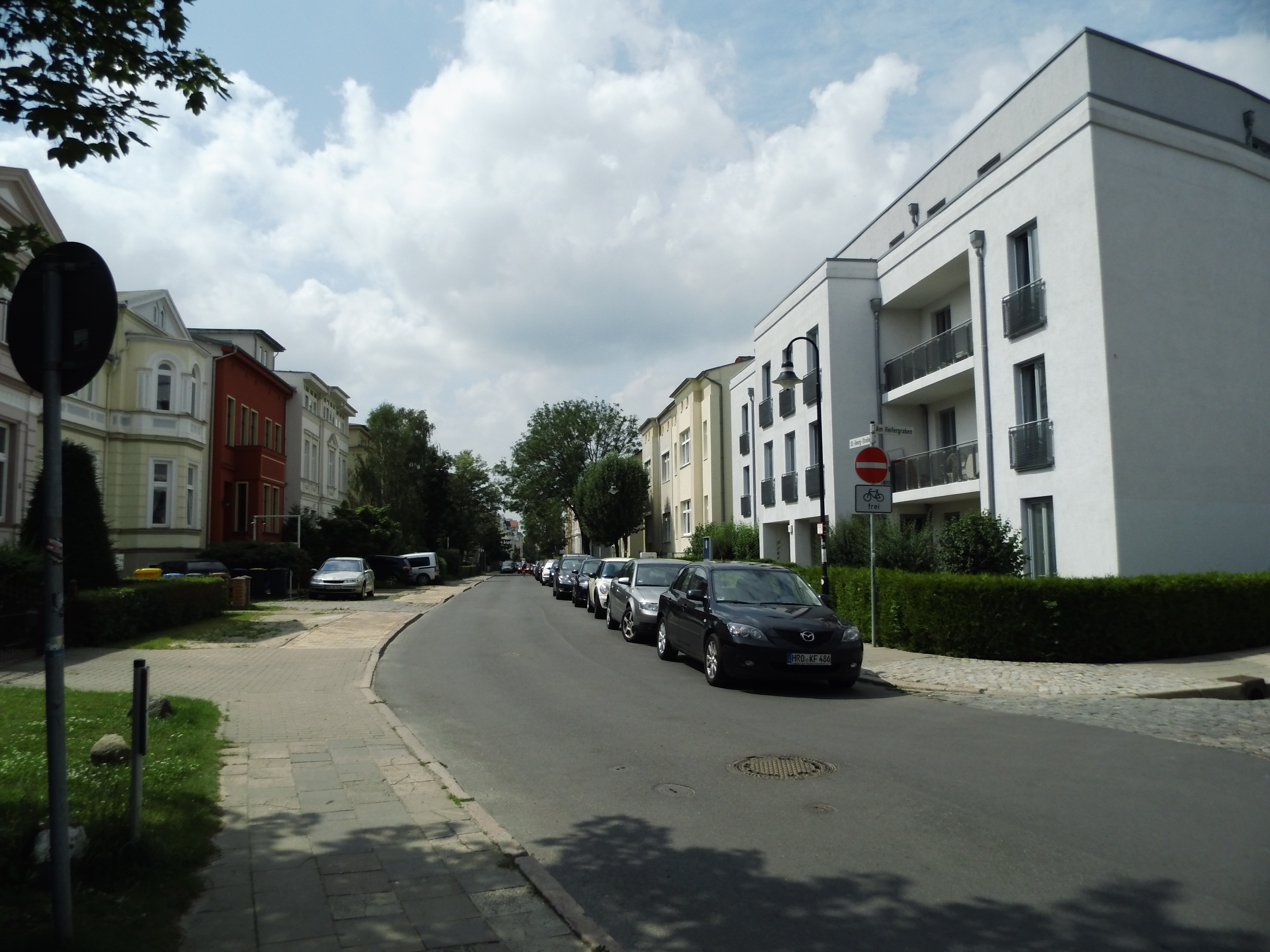
St.-Georg-Straße, die zentral die Steintor-Vorstadt durchzieht

Die Steintor-Vorstadt in Rostock ist eine der beiden Vorstädte, die in den fünfziger Jahren des 19. Jahrhunderts entstanden, als die Stadt über ihre mittelalterlichen Mauern hinaus zu wachsen begann. Während die Kröpeliner-Tor-Vorstadt vorrangig Wohnquartier der Arbeiter der nahen Werft wurde, war die südlich des Steintores gelegene Steintor-Vorstadt ein Wohnviertel der wohlhabenden Bürger.

## Geschichte
Die ersten Villen vor der Stadtmauer wurden um 1850 an der Neuen Wallstraße, der heutigen Ernst-Barlach-Straße, erbaut. Es folgten die Friedrich-Franz-Straße (heute August-Bebel-Straße) und die Augustenstraße. Um 1900 wurde  der Stadtteil südlich davon planmäßig erweitert. Bis zur Zerstörung durch die Nationalsozialisten 1938 befand sich die Synagoge der jüdischen Gemeinde in der Augustenstraße.
Die Straßen des Viertels wurden relativ breit, großzügig und durch Bäume begrünt angelegt. Schmuckplätze lockern die Bebauung, die im westlichen und nördlichen Teil geschlossen ist und nach Osten und Süden immer offener wird, auf. Die Bebauung besteht vorwiegend aus Villen und Bürgerhäusern, vom klassizistischen Stil über den Historismus bis zum Jugendstil. Im Südwesten der Steintor-Vorstadt befinden sich das Max-Samuel-Haus und der Rostocker Hauptbahnhof. Der innenstadtnahe Bereich südlich vom Steintor wird überwiegend durch geschlossene und kleinteilige Blockrandbebauung geprägt.
Bis 1945 waren die Straßen im Norden und Nordwesten des Stadtteils nach Rostocker und Mecklenburger Persönlichkeiten, ansonsten nach Schlachtorten, Generalen und Politikern aus der Zeit des Deutsch-Französischen-Krieges benannt. Die zum Bahnhof führende Hauptstraße hieß damals Kaiser-Wilhelm-Straße (heute Rosa-Luxemburg-Straße), die Gerhart-Hauptmann-Straße Bismarckstraße. Seit der Umbenennung 1945 heißen die meisten Straßen nach deutschen Dichtern.

## Heutige Struktur

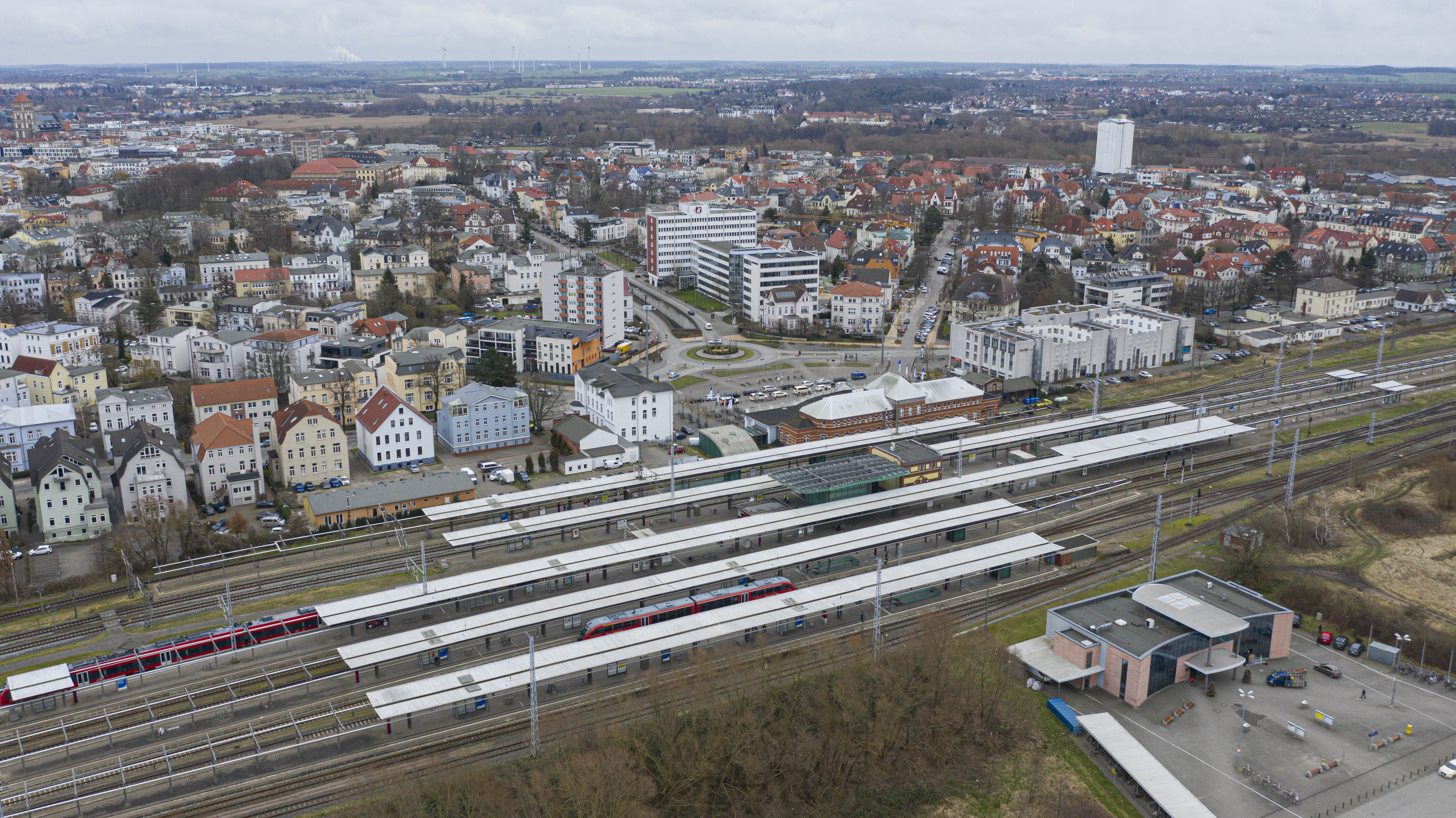
Anlagen des Hauptbahnhofs mit der dahinterliegenden Steintor-Vorstadt.

Heute zählt die Steintor-Vorstadt zum Ortsteil Stadtmitte und ist immer noch ein ruhiges Wohnviertel. Hier haben sich auch Rechtsanwälte, Makler, Architekten- und Ingenieurbüros und andere Freiberufler niedergelassen. Nach 1990 wurden auf freien Grundstücken einige moderne Stadthäuser errichtet und die alte Bausubstanz oft liebevoll restauriert. Im Zuge des Umbaus des Rostocker Hauptbahnhofes wurde der Bahnhofsvorplatz völlig neu gestaltet.
Die Steintor-Vorstadt ist als „Südliche Stadterweiterung aus der 2. Hälfte des 19. Jahrhunderts mit vorwiegender Villenarchitektur der Gründerzeit“ als Denkmalbereich ausgewiesen. Eine Reihe von Bauten stehen als Einzeldenkmale auf der Denkmalliste der Hansestadt Rostock.